# Хамзин, Сабир Ширбалаевич
Сабир Ширбалаевич Хамзин (род. 20 декабря 1972, Щёлково, Московская область) — российский футболист, нападающий и полузащитник.

## Биография
Рос в Щёлкове, в первом классе был принят в ФШМ Торпедо, но начал учиться в школе-интернате с уклоном в изучение хинди и только с пятого класса стал тренироваться в ФШМ на позиции вратаря. В 9 классе перешёл в школу «Спартака» уже в нападение. В дубль «Спартака» не попал и поступил в физкультурный институт, где играл за команду «Буревестник».
В 1993 году перешёл в команду второй лиги ТРАСКО, в которой отыграл 2 сезона в третьей лиге.
В конце 1994 года Хамзин был приглашён в тюменский «Динамо-Газовик», где за первый круг чемпионата-1995 в высшей лиге провёл 8 матчей, но из-за постоянной смены тренеров решил перейти в словацкий клуб «Тренчин». Однако из-за конфликта президента (Марата Манафова) с местными властями не сыграл ни одной официальной игры.
Весной 1996 на тренировке в манеже в составе «Локомотива» получил перелом стопы и пропустил начало чемпионата. Не сумев заключить контракт с «Нефтехимиком», доигрывал сезон в мини-футбольном клубе «Минкас». Сезон-1997 начал в третьей лиге в составе «Спортакадемклуба», но второй круг пропустил из-за повторного перелома стопы.
В 1998 году подписал контракт с латвийским «Вентспилсом», вместе с которым стал бронзовым призёром чемпионата и попал в Кубок УЕФА. Из-за самого большого в команде оклада на следующий сезон был отдан в аренду в клуб «Химки» второго дивизиона России. В 2000 году «Вентспилс» до начала сезона не смог найти Хамзину команду, и ему пришлось выступать в КФК за «Витязь» из Подольска. По ходу сезона получил травму мениска и доигрывал сезон в футзальном клубе «Титан», в составе которого стал бронзовым призёром чемпионата России.
Первый круг 2001 года Хамзин отыграл в любительской «Пресне». Не сумев перейти в белорусский «Гомель», уехал в Бангладеш, где за 40 дней в составе клуба «Абахани» Дакка стал чемпионом страны. Вернувшись из Бангладеш, сыграл за «Пресню» ещё две игры и 20 сентября вылетел во Францию, где подписал контракт с клубом третьего дивизиона «Стад Брестуа».
После окончания сезона вернулся в Москву, где его пригласили в новую команду «Алмаз», тренерами которой были бывшие игроки «Спартака» Кульков и Пятницкий. В составе клуба за неполный сезон забил 61 мяч. Затем играл за футзальный «Полигран», а в составе «Обнинска» стал обладателем Кубка России по футболу среди любительских команд.
Закончил играть в 2004 году, работал в «Спартаке» в коммерческом отделе, тренером-селекционером, заместителем директора школы «Спартака».
Участник коммерческих и любительских турниров:
- 2007 — Чемпионат Рублёвки, команда «Ново-Дарьино»[4]
- 2009 — Корпоративный Кубок ФК «Локомотив», команда «Регионгазхолдинг»[5]
- 2009 — Межнациональная футбольная лига, команда «Дуслар»[6]
- 2009 — Кубок Аленичева, команда «Сорас-Москва»[7] (лучший игрок турнира)
- 2009 — Кубок Черенкова, команда «Сорас»[8] (лучший нападающий турнира)
- 2010 — Чемпионат Рублёвки, команда «Капитал Групп»[9]

Генеральный директор ФК «Олимп-Долгопрудный» и «Олимп-Долгопрудный-2».

## Достижения
- Чемпион Бангладеш: 2001
- Бронзовый призёр чемпионата Латвии: 1998
- Бронзовый призёр чемпионата России по футзалу: 2000